# 1966 في كندا
فيما يلي قوائم الأحداث التي وقعت خلال عام 1966 في كندا.

## سياسة

### تعيين في المنصب
- 12 سبتمبر – ديف باريت عضو الجمعية التشريعية لكولومبيا البريطانية ‏.

### انتهاء فترة المنصب
- 12 سبتمبر – ديف باريت عضو الجمعية التشريعية لكولومبيا البريطانية ‏.

## مواليد

### يناير
- 1 يناير – اندريه تثربين
- 1 يناير – روث مارشال ممثلة كندية.
- 14 يناير – رينيه سيمبسون لاعبة كرة مضرب كندية.

### فبراير
- 12 فبراير – لوشليان مونرو ممثل كندي.
- 18 فبراير – كريس كينغ لاعب هوكي جليد كندي.
- 27 فبراير – دونال لوغ لاعب كرة قدم كندي.

### أبريل
- 16 أبريل – باول دولان لاعب كرة قدم كندي.
- 19 أبريل – بريت جلادمان عالم فلك كندي.

### مايو
- 12 مايو – ديبورا كارا أنجر
- 23 مايو – غاري روبرتس لاعب هوكي جليد كندي.

### يونيو
- 24 يونيو – ناتالي رادفورد ممثلة كندية.
- 30 يونيو – بيتر اوتربريج ممثل كندي.

### أغسطس
- 3 أغسطس – برينت بوت

### سبتمبر
- 9 سبتمبر – أليسون سيدور درّاجة طريق كندية.
- 17 سبتمبر – ستيفان روسو

### ديسمبر
- 1 ديسمبر – لاري ووكر لاعب كرة قاعدة كندي.
- 8 ديسمبر – تايلر مين

## وفيات

### مارس
- 18 مارس – روبرت إف. هيل (مواليد 1886)

### أكتوبر
- 18 أكتوبر – إليزابيث أردن (مواليد 1884)